# Ашим (Жетысуская область)
Ашим (каз. Әшім, до 1995 г. — Тонкерис) — село в Алакольском районе Жетысуской области Казахстана. Входит в состав Жыландинского сельского округа. Код КАТО — 193455200.

## Население
В 1999 году население села составляло 294 человека (152 мужчины и 142 женщины). По данным переписи 2009 года, в селе проживали 183 человека (98 мужчин и 85 женщин).